# Kędzierzawka nachylona
Kędzierzawka nachylona (Tortella inclinata (R. Hedw.) Limpr.) – gatunek mchu należący do rodziny płoniwowatych (Pottiaceae Schimp.). 

## Rozmieszczenie geograficzne
Występuje w Ameryce Północnej, Ameryce Południowej, Europie, Azji, Afryce i Australii. W Polsce podawany m.in. z obszaru województwa śląskiego i pasma Gorców.

## Systematyka i nazewnictwo
Synonimy: Barbula inclinata (R. Hedw.) Schwägr., Barbula inclinatula Müll. Hal. & Kindb., Tortella inclinatula (Müll. Hal. & Kindb.) Broth., Tortula inclinata R. Hedw.
Odmiany według The Plant List:
- Tortella inclinata var. brachypoda (Besch.) Paris
- Tortella inclinata var. densa (Lorentz & Molendo) Limpr.
- Tortella inclinata var. leptotheca (Brid.) Paris

## Zagrożenia
Gatunek został wpisany na czerwoną listę mszaków województwa śląskiego z kategorią zagrożenia LC (najmniejszej troski, stan na 2011 r.). W Czechach także nadano mu kategorię LC (2005 r.).